# Bataille de Wuhan
Ne doit pas être confondu avec Bataille de Wuchang ou Soulèvement de Wuchang.
Guerre sino-japonaise (1937-1945),
 Seconde Guerre mondiale
Batailles
Seconde Guerre mondiale : batailles de la Guerre sino-japonaise
- Incident du pont Marco-Polo
- Shanghai
- Taiyuan
- Xinkou
- Pingxingguan
- Taierzhuang
- Xuzhou
- Nankin
  - bataille
  - massacre
- lac Khassan
- Wuhan
- Nanchang
- Khalkhin Gol
- Suixian-Zaoyang
- Changsha (1re)
- Guangxi
- Henan
- Zaoyang-Yichang
- Cent Régiments
- Shanggao
- Sud-Shanxi
- Changsha (2e)
- Pacification du Mandchoukouo
- Changsha (3e)
- Hubei
- Changde
- Ichi-Go
- Changsha (4e)
- Guilin-Liuzhou
- Reconquête chinoise

Guerre du Pacifique
Front d'Europe de l'ouest
Front d'Europe de l'est
Campagnes d'Afrique, du Moyen-Orient et de Méditerranée
Bataille de l'Atlantique
Théâtre américain
La bataille de Wuhan opposa en 1938 l'Armée impériale japonaise à l'Armée nationale révolutionnaire chinoise — aidée par l'Armée de l'air soviétique, envoyée officieusement sous l'appellation de troupes « volontaires » — pendant la guerre sino-japonaise.
Déterminé à conquérir Wuhan (Hubei), le quartier-général impérial autorisa à 375 reprises l'emploi d'armes chimiques lors des opérations de l'automne 1938 en dépit des articles 23 des conventions de La Haye de 1899 et 1907 et V du Traité relatif à l'emploi des sous-marins et des gaz asphyxiants en temps de guerre ainsi que d'une résolution du 14 mai 1938 de la Société des Nations blâmant l'empire du Japon pour un tel usage.
La bataille dura quatre mois et s'avéra particulièrement intense et sanglante, s'étalant sur les rives nord et sud du Yangzi Jiang, ainsi que sur plusieurs provinces voisines du Hubei. Les Japonais parvinrent à prendre Wuhan, mais pas à faire cesser comme ils l'escomptaient la résistance chinoise.

## Contexte

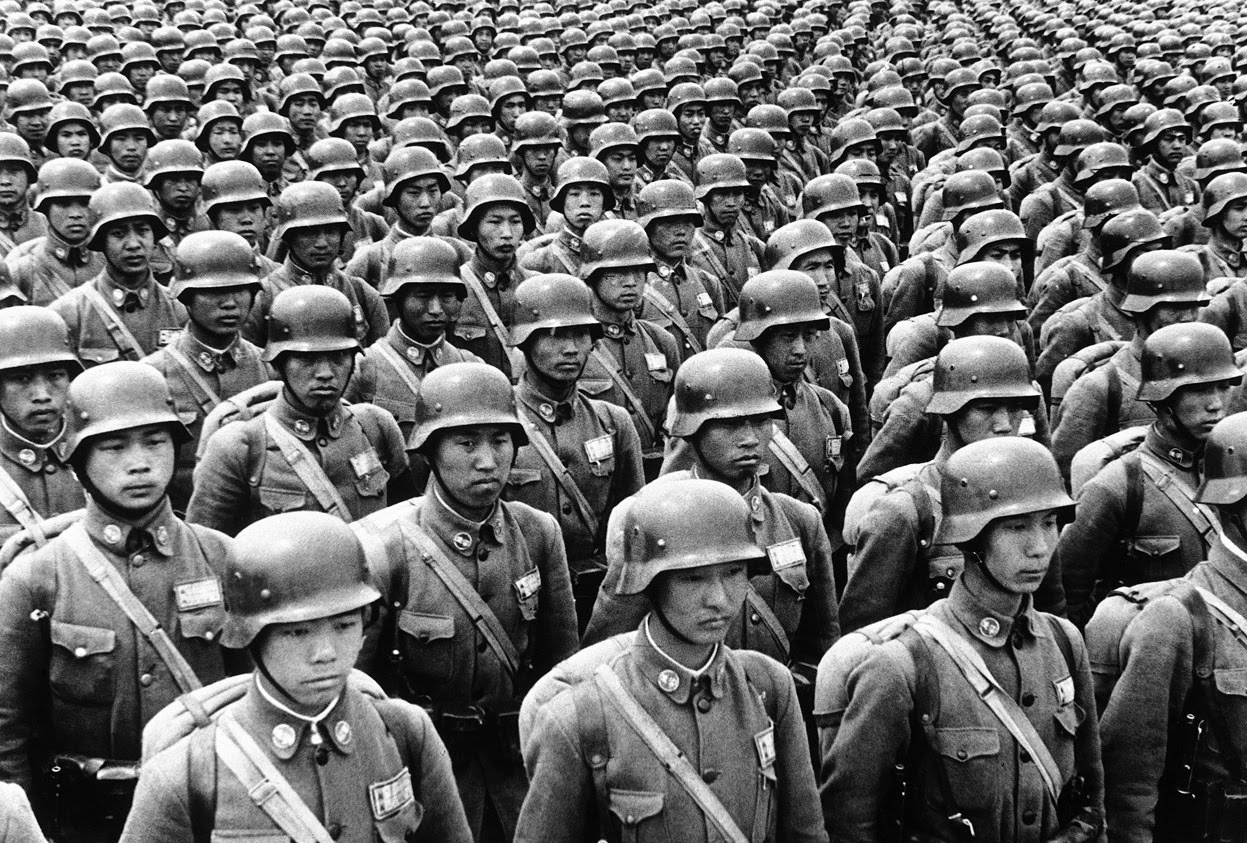
Fantassins chinois à Wuhan, revêtus d'un équipement d'origine allemande.

Après la chute de Shanghai et celle de Nankin, le gouvernement de Tchang Kaï-chek avait transféré la capitale à Chongqing. Néanmoins, l'essentiel des troupes d'élite chinoises et une partie de ses infrastructures militaires se trouvaient à Wuhan. La ville, divisée par le Yangzi Jiang, est séparée en plusieurs agglomérations : Hankou, Hanyang et Wuchang. Comptant deux millions d'habitants, Wuhan était à l'époque l'une des villes les plus importantes de Chine. La prise de Wuhan pouvait permettre aux Japonais d'espérer anéantir la résistance des Chinois.

## Bataille
Le 28 février 1938, les Japonais commencèrent à bombarder Wuhan ; les Chinois réussirent néanmoins à repousser l'aviation ennemie. Le 24 mars, la Diète du Japon vota la loi de mobilisation générale de l'État, qui permettait à l'effort de guerre en Chine de recevoir des financements illimités.
Le 29 avril, jour anniversaire de l'empereur Hirohito, les Japonais réalisèrent une nouvelle attaque aérienne. Après la chute de Xuzhou, l'armée nippone se concentra sur la prise de Wuhan, en commençant par envahir la municipalité de Hankou ; les Chinois, pour contrer l'offensive japonaise, réunirent autour de Wuhan environ un million de soldats, 200 avions et 30 navires de guerre.
Le 9 juin, les troupes nationalistes firent sauter les digues du fleuve Jaune dans le Henan afin de retarder l'avance des japonais : l'inondation causa entre 500 000 et 900 000 morts civils.
Le 13 juin, les Japonais débarquèrent au sud du Yangze, prenant la ville de Anqing. Malgré la résistance chinoise et les attaques effectuées contre la 11e armée japonaise, Jiujiang fut également prise le 26. Remontant le fleuve vers l'est, les troupes japonaises durent affronter la résistance des 31e et 32e armées chinoises à l'ouest de Ruichang. La bataille pour la défense du Xian de Yiangxin continua jusqu'au 22 octobre, date à laquelle les Japonais parvinrent à écraser la résistance chinoise et à avancer sur Wuchang.
Pendant l'attaque de Ruichang, la 106e division japonaise poursuivit son avance vers le sud, le long de la voie ferrée de Nanxun. Les troupes japonaises durent cependant affronter une forte résistance dans leurs tentatives d'occuper Nanchang et le Xian de De'an : en septembre, la bataille s'était enlisée. À la fin du mois, les troupes chinoises du général Xue Yue anéantirent quatre régiments japonais après les avoir encerclés dans la région de Wanjialing.
Au nord du Yangze, les Japonais prirent en juillet le Xian de Taihu, qui fut ensuite reconquis par les Chinois en août. Les troupes chinoises lancèrent ensuite des contre-offensives, qui se terminèrent par des échecs. Les Japonais parvinrent à prendre le Xian de Taihu, puis le fort du District de Tianjia'an. À la fin octobre, les troupes japonaises du nord avançaient vers Wuhan.
Dans la chaîne de montagnes de Dàbié, les Japonais parvinrent à briser la résistance chinoise et à prendre en octobre la ville de Xinyang, avançant également sur Wuhan le long de la voie ferrée, et prenant progressivement la ville en tenaille.
À la fin octobre, Wuhan étant presque complètement encerclée, les Chinois se retirèrent de la ville pour sauvegarder leurs effectifs restants. Les Japonais prirent Wuchang et Hankou le 26 octobre, et Hanyang le 27.

## Conséquences
Les Japonais réussirent à prendre Wuhan, mais au prix de lourdes pertes, tandis que les Chinois avaient évité l'écrasement complet de leurs troupes. L'aviation et la marine militaire chinoises avaient cependant été en partie anéanties, et la destruction des digues avait causé de très nombreux morts civils. La guerre sino-japonaise entrait dans une phase d'enlisement de plusieurs années, aucun des deux camps ne parvenant à défaire l'autre de manière décisive.